# ドーターメーカー
『ドーターメーカー』は、2003年3月28日にふぉ～ちゅん♪から発売されたに発売されたアダルトゲーム、現在の版権は高屋敷開発に帰属。山田一監修作品。

## 概要
一部のHシーンをアニメ化、シナリオ等追加なしのリメイク版『ドーターメーカー 元気いっぱい』は2004年10月22日発売。

## あらすじ
職場の上司であり、半恋愛関係にあった女性、宮内美智子が死んだ。原因は過労死。彼女の恋人として、また部下として、彼女をフォローしきれなかった自分に負い目を感じていた主人公。彼は通夜の晩に、一人残された美智子の娘である宮内篠と出会う。親戚に疎まれ、行き場をなくしていた彼女を、主人公は未婚の身でありながら、引き取る決意をするのだった。

## 登場人物
名島 慎一（なじま しんいち）
声優：なし
本作品の主人公。28歳。会社勤務の男性で、上司である宮内美智子と半恋愛関係にあった。彼女を過労死で失ったのち、「自分が補佐役としてサポートしきれなかったせいだ」と悔やみ、その贖罪として彼女の娘である宮内篠を引き取ることに。
宮内 篠（みやうち しの）
声優：野神奈々
おっとりしたまじめで心優しい少女。宮内美智子の娘で、作中では主人公の義娘。美智子の通夜中、裏で親戚同士が篠を押し付け合っているのを見かねた主人公が、彼女を娘として引き取ることを名乗り出た。死んだ美智子の面影があり、かいがいしく慎一に手料理を作ったり、掃除・洗濯をこなしたりと、見たところ彼につくしている。まだ「小娘」のため、おっちょこちょいの方向音痴。大きな赤いリボンがトレードマーク。
美里 景子（みさと けいこ）
声優：原由菓
慎一の勤め先の同僚。25歳女性。慎一の大学時代からの後輩であり、非常に有能。おとなしげな外見だが、猫をかぶるくせがある。気が利く性格で、職場での受けはいい。実は慎一に思いを寄せている。
宮内 美智子（みやうち みちこ）
声優：野神奈々
35歳のキャリアウーマン。慎一の半恋人だった女性で、作中では既に故人。おっとりした美人だが、離婚経験があり、それが原因で実家からはほぼ勘当状態だった。頑張り屋で粘り強い性格から、職場では企画部長としての激務をこなしていたが、後に過労がたたって心臓を患い、一人娘の篠を残して、この世を去ってしまう。

## システム
本作品はマルチエンディングタイプのアドベンチャーゲームであり、作中の選択肢によってヒロインのパラメーターが変動し、結末は大きく変化する。またこの作品では、マルチエンディングのゲームを攻略する上では必須であるものの、やや面倒になりがちだった「分岐毎のセーブ」の手間を省けるよう、選択肢ごとに、自動でセーブ画面を開く機能が実験的に備わっている（続編の『ドーターメーカー2』では、この機能は削られている）。

## スタッフ
- 企画原案・シナリオ監修：山田一
- プロデューサー：こつぶ
- シナリオ：三宅蒼色
- キャラクターデザイン・原画：浅賀葵
- ディレクター：ヤマムラ
- 音楽：Angel Note
- OPムービー：神月社
- 主題歌『モノクロのカレンダー』
  - 作詞：Melody Nelson / 作曲：高橋秀紀 / 歌：野神奈々